# CHONAS
CHONAS é um acrônimo mnemônico para os elementos químicos de uma forma de vida encontrada no Lago Mono: Carbono (C), Hidrogênio (H), Oxigênio (O), Nitrogênio (N), Arsênio (A) e Enxofre (S).
Seres com base quimica CHONAS, diferente de todas as formas de vida encontras no planeta Terra até o momento (CHONPS), usam o arsênico no lugar do fósforo.